# جاي ألين بون
جاي ألين بون (بالإنجليزية: J. Allen Boone)‏ هو كاتب أمريكي، ولد في 17 فبراير 1882، وتوفي في 17 يونيو 1965.